# Petronia petronia

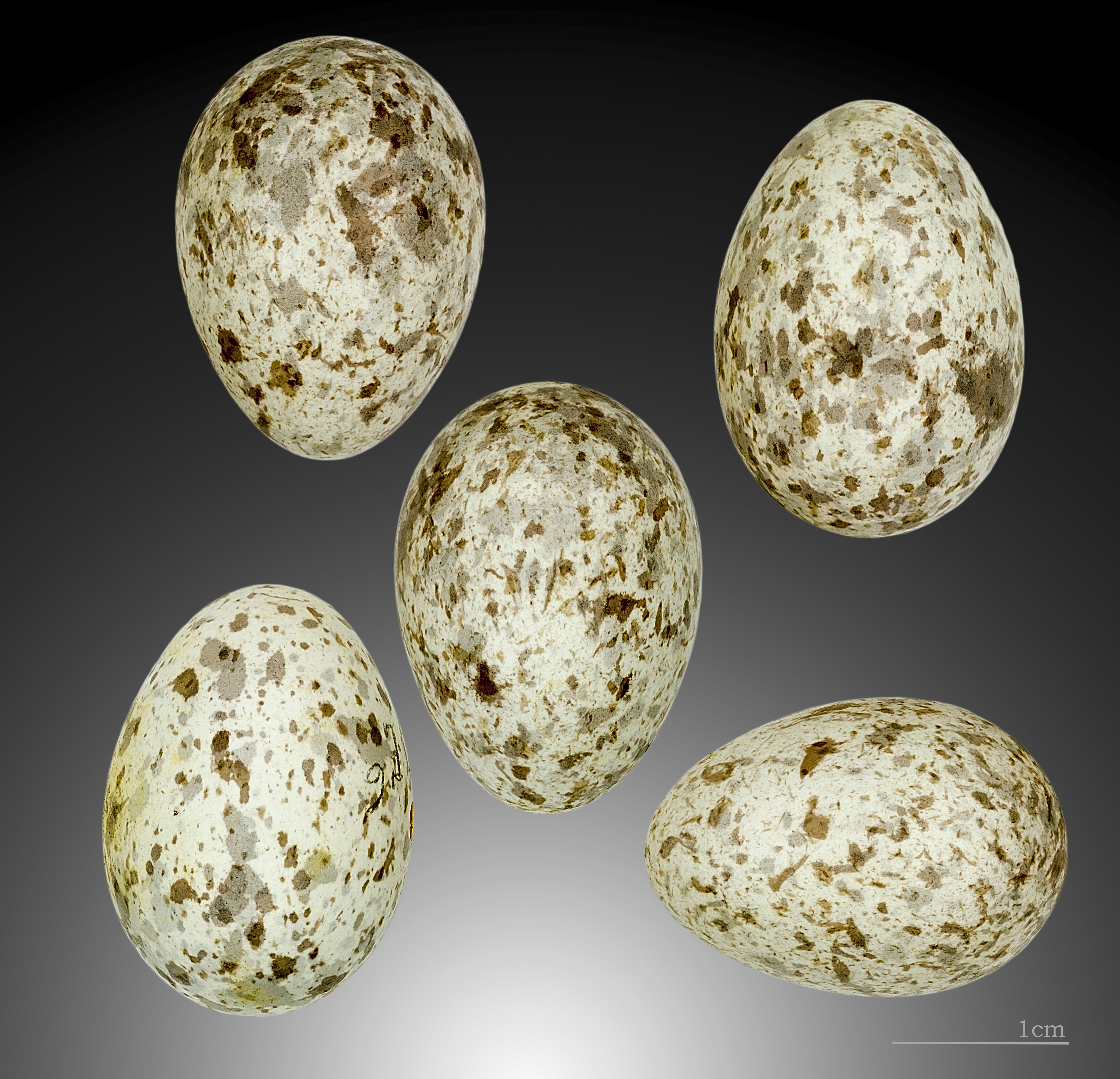
Petronia petronia

Petronia petronia là một loài chim trong họ Passeridae.